# Macvaughiella

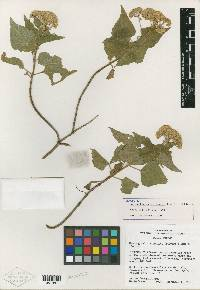

Macvaughiella är ett släkte av korgblommiga växter. Macvaughiella ingår i familjen korgblommiga växter.
Kladogram enligt Catalogue of Life:
| Macvaughiella | \| \| Macvaughiella chiapensis \| \| \| \| \| \| Macvaughiella mexicana \| \| \| \| |
|               | \| \| Macvaughiella chiapensis \| \| \| \| \| \| Macvaughiella mexicana \| \| \| \| |
|               | Macvaughiella chiapensis                                                            |
|               |                                                                                     |
|               | Macvaughiella mexicana                                                              |
|               |                                                                                     |